# Iben Hjejle
Iben Hjejle, née le 22 mars 1971 à Copenhague (Danemark), est une actrice danoise.

## Biographie

### Vie privée
Iben Hjejle a été mariée au comédien Emil de Waal de 1996 à 1999. Après leur divorce, elle s'est mise en couple, de 2002 à 2011, avec l'acteur Casper Christensen.

## Filmographie partielle

### Au cinéma
- 1992 : Nøgen
- 1996 : Portland : Eva
- 1997 : Sinans bryllup : Lulu
- 1999 : Mifune (Mifunes sidste sang) : Liva Psilander
- 1999 : Besat : Berit
- 2000 : High Fidelity : Laura
- 2000 : Lumières dansantes (Blinkende lygter) : Therese
- 2001 : The Emperor's New Clothes : Nicole 'Pumpkin' Truchaut
- 2002 : Gamle mænd i nye biler : Mille
- 2003 : Annas dag : Anna
- 2003 : Skagerrak : Marie
- 2003 : Manden bag døren : Lizzie
- 2003 : Dreaming of Julia : Julia
- 2004 : Den gode strømer : Louise
- 2004 : Monstertorsdag : Sara
- 2004 : Inkasso : Laura
- 2006 : Han, hun og Strindberg : Liza
- 2006 : Le Direktør (Direktøren for det hele) : Lise
- 2007 : Boy Meets Girl : Kathrine Poulsen
- 2008 : Rejsen til Saturn : Susanne Mortensen (voix)
- 2008 : Les Insurgés (Defiance) : Bella
- 2009 : Flugten : Rikke Lyngvig
- 2009 : Chéri : Marie Laure
- 2009 : The Eclipse : Lena Morrell
- 2010 : Rosa Morena : Christine
- 2010 : Klovn: The Movie : Iben
- 2011 : Stockholm Express (Stockholm Östra) : Anna
- 2012 : Fuck Up : Malin
- 2013 : Eskil and Trinidad : Mette
- 2013 : Alle barn er laget av ild
- 2014 : Vokseværk : Birte
- 2015 : Klovn Forever : Iben

### À la télévision
2013 - 2016: Dicte